# Piłka nożna w Anglii (1940/1941)
Sezon 1940/1941 był drugim w historii angielskiej piłki nożnej podczas II wojny światowej.
W latach 1939–1946 rozgrywki piłkarskie w Anglii były zawieszone. Wielu piłkarzy brało udział w wojnie, co osłabiło wiele zespołów. W miejsce angielskich rozgrywek ligowych i pucharowych ustanowiono ligi regionalne. Występy zawodników w tych zawodach nie są brane pod uwagę w oficjalnych zestawieniach.

## Zwycięzcy poszczególnych rozgrywek klubowych w Anglii
| Rozgrywki                | Zwycięzca         |
| ------------------------ | ----------------- |
| Northern Regional League | Preston North End |
| Southern Regional League | Crystal Palace    |
| Football League War Cup  | Preston North End |
| London War Cup           | Reading           |